# She Will Be Loved
She Will Be Loved (у преводу, Биће вољена) је трећи сингл са деби албума групе Maroon 5, Songs About Jane. Издат 2004. године, сингл се попео до позиције #5 у САД поставши тако други сингл групе Maroon 5 на Топ 10 листи; у Великој Британији сингл се попео на четврто место. Песма је доспела на прво место аустралијске листе и остала на врху 5 недеља (али не узастопних). Сингл је запажен због музичког спота у ком игра Кели Престон.